# Lytischer Cocktail
Ein lytischer Cocktail oder lytische Mischung ist im medizinischen Sprachgebrauch eine stark sedierende Mischung verschiedener Arzneimittel, angewendet in der Anästhesie und in der Kinderheilkunde.
Im Jahr 1951 führte Henri Laborit eine aus Chlorpromazin, Promethazin und Pethidin bestehende lytische Mischung ein. Zusammensetzung und Dosierung entstammen der Erfahrungsmedizin und wechseln daher von Klinik zu Klinik. In der Regel ist ein Opioidschmerzmittel, ein Sympatholytikum und ein Antipsychotikum oder ein zentral wirksames Antihistaminikum enthalten, manchmal auch ein fiebersenkendes nichtsteroidales Antiphlogistikum. Zur Narkoseeinleitung und in Akutsituationen wird die Mischung intravenös verabreicht, sonst peroral in Tropfenform.
Hintergrund ist eine synergistische Wirkung der unterschiedlichen Substanzen am zentralen Nervensystem mit gleichzeitiger Beruhigung, Schmerzlinderung, Anxiolyse (Angstminderung) und Minderung der vegetativen Erregung. Der Cocktail wird zum Beispiel bei unkontrollierbarem Fieber und erfolgloser fiebersenkenden Therapie gegeben. In der Geburtshilfe dient es der Eröffnung des Muttermundes. Hohe Dosen können eine Hibernation (künstlicher Winterschlaf) einleiten. Bei chronischen Schmerzen kann versucht werden, so die Dosis und die Nebenwirkungen einer reinen Opioidmedikation zu mindern.